# Alfaios
Alfaios eller Alfeus omnämns i Nya Testamentet som far till tre av Jesu lärjungar: Matteus, Jakob och Judas Taddaios. Som far till en lärjunge vid namn Jakob har han förväxlats med Klopas (Klofas), som genom sin fru Maria var styvfar till Jakob, Alfeus son (Johannesevangeliet 19:25). Både Alfeus och Klopas var sadukkeiska präster och enligt kyrkofäderna släkt med Johannes Döparen genom dennes far Sakarias.
Det kan ha funnits två män som bar namnet Alfeus. Även om både Matteus och Jakob kallas "Alfeus son" beskrivs de inte på något ställe i Bibeln vara bröder, inte ens i sammanhang där Johannes och Jakob eller Petrus och Andreas uppges vara bröder.